# إيجور كونيتسين
إيجور كونيتسين (بالروسية: Куницын, Игорь Константинович)‏ هو لاعب كرة مضرب روسي.

## روابط إضافية
- إيجور كونيتسين على موقع رابطة محترفي التنس (الإنجليزية)
- إيجور كونيتسين على موقع الاتحاد الدولي لكرة المضرب (الإنجليزية)
- إيجور كونيتسين على موقع كأس ديفيز (الإنجليزية)
- إيجور كونيتسين على موقع خلاصة التنس.كوم (الإنجليزية)
- إيجور كونيتسين على موقع إي إس بي إن.كوم (الإنجليزية)
- Kunitsyn Recent Match Results
- Kunitsyn World Ranking History